# Кишкереш
Кишкереш (мађ. Kiskőrös, слч. Malý Kereš) је град у Мађарској. Кишкереш је један од важнијих градова у оквиру жупаније Бач-Кишкун.
Кишкереш је имао 14.452 становника према подацима из 2009. године.
У Кишкерешу је рођен Петефи Шандор, познати мађарски песник и револуционар српских корена.

## Географија
Град Кишкереш се налази у средишњем делу Мађарске. Од престонице Будимпеште град је удаљен око 130 километара јужно. Град се налази у средишњем делу Панонске низије, близу десне обале Дунава. Надморска висина града је око 100 m.

## Историја
У Кишкерешу су 1933. године, од стране археолога др Фетиха откривени гробови старих Авара.
Александар Петровић познатији као Шандор Петефи, син Стефана Петровића, највећи мађарски песник рођен је у Кишкерешу.
Кишкерешки житељ, Србин Арон Петровић трговац пре 1806. године се преселио у Бају. Његов син Димитрије Петровић рођен 1799. године у Кишкерешу (или Баји?), је по доласку у Бају, са 10 година живота почео озбиљније учити српски језик. У Кишкерешу је језик средине био словачки, а ни школе није било српске, због већине становника. Млади Димитрије је рано остао без родитеља, Арона и Ане, па је кренуо на трговачки занат. Постмајстор (поштар) бајски Брановачки знао је за његове уметничке пориве и одвео га је и уписао на бечку Академију. Петровић се истао својим радовима и много је награда добио, па се од њих издржавао. Димитрије ће 1830. године завршити Академију у Бечу и тамо остати да живи и ради као успешни уметник, академски вајар тзв. „ликописац” и „ликоливац”.
У месту је 1814. године рођен Јанко Шафарик, лекар, словачки славист синовац професора Павела Шафарика, који је пола живота провео радећи у Србији, где је умро 1876. године.

## Становништво
По процени из 2017. у граду је живело 13.943 становника.
| 1990.  | 2001.  | 2011.  | 2017.  |
| ------ | ------ | ------ | ------ |
| 14.911 | 15.352 | 14.236 | 13.943 |

Од тога Мађари чине око 94%, Словаци 3%, а Роми 2%.

## Галерија
- Средиште Кишкереша
- Родна кућа Шандора Петефија
- Родна кућа и статуа Шандора Петефија
- Рода у гнезду у Кишкерешу